# 라구사도
라구사도(이탈리아어: Provincia di Ragusa)은 이탈리아 시칠리아주의 도이다. 도청 소재지는 라구사이다. 면적은 1,614 km2, 인구는 308,103(2001)이다.

## 행정 구역
라구사도에는 12개의 코무네가 속한다. 왼쪽의 숫자는 ISTAT 코드를 나타낸다. 인구는 2011년 1월 1일 현재 기준. 면적은 2001년 데이터로 단위는 km2.
|        | 지자체명           | 표기                 | 면적   | 인구   |
| ------ | ------------------ | -------------------- | ------ | ------ |
| 088001 | 아카테             | Acate                | 101.42 | 9,658  |
| 088002 | 키아라몬테굴피     | Chiaramonte Gulfi    | 126.63 | 8,242  |
| 088003 | 코미소             | Comiso               | 64.93  | 29,185 |
| 088004 | 자라타나           | Giarratana           | 43.45  | 3,137  |
| 088005 | 이스피카           | Ispica               | 113.52 | 15,133 |
| 088006 | 모디카             | Modica               | 290.76 | 53,946 |
| 088007 | 몬테로소알모       | Monterosso Almo      | 56.27  | 3,173  |
| 088008 | 포찰로             | Pozzallo             | 14.94  | 18,967 |
| 088009 | 라구사             | Ragusa               | 442.46 | 69,863 |
| 088010 | 산타크로체카메리나 | Santa Croce Camerina | 40.76  | 9,470  |
| 088011 | 시클리             | Scicli               | 137.54 | 25,903 |
| 088012 | 비토리아           | Vittoria             | 181.34 | 61,020 |

## 문화유산
도 내에는 다음의 세계 유산 이있다.
- 발디노트의 후기 바로크 도시들

발디노트의 후기 바로크 양식의 성읍은 시칠리아 섬 동남부 8개 도시가 지정되어 있으며, 라구사도의 도시에서 도청 소재지 라구사, 시쿠리가 포함되어 있다.